# Вупи Голдберг
Кэ́рин Эле́йн Джо́нсон (англ. Caryn Elaine Johnson; род. 13 ноября 1955), известная как Ву́пи Го́лдберг (англ. Whoopi Goldberg) — американская актриса театра, кино, телевидения, мюзиклов и озвучивания, комедиантка, писательница, продюсер и телеведущая.
Одна из немногих знаменитостей, удостоенная четырёх главных американских престижных наград: «Оскар», «Грэмми», «Эмми» и «Тони». В её копилке наград также имеются два «Золотых глобуса», BAFTA и звезда на Аллее славы. Одна из самых ярких голливудских звёзд 1980—1990-х годов.

## Детство и юность
Кэрин Элейн Джонсон родилась 13 ноября 1955 года в нью-йоркском, преимущественно эмигрантском, районе Челси, в бедной семье. Мать Вупи, Эмма Харрис (1931—2010), работала медсестрой и учительницей; отец — Роберт Джеймс Джонсон-младший (1930—1993) был священником.
Прозвище «Вупи» (от англ. whoopee cushion — «подушка-пердушка»), которое она впоследствии сделала своим актёрским псевдонимом, Кэрин получила в детстве.

Если тебя пучит, необходимо выпустить газы. Потому люди мне говорили: «Ты как подушка-пердушка». Так появилось моё имя.— Вупи Голдберг
По предложению матери Кэрин взяла себе псевдоним Голдберг: фамилия Джонсон «недостаточно еврейская, чтобы сделать её звездой». Исследователь Генри Луис Гейтс-младший обнаружил, что все прослеживаемые предки Голдберг были афроамериканцами, и никаких евреев в её роду не было. Результаты теста ДНК, представленные в документальном фильме 2006 года «African American Lives» телеканала PBS показали, что Вупи имеет предков из народов пепель и байоте из Гвинеи-Бисау.
С восьми лет начала выступать в экспериментальном детском театре Элен Рубенстайн, где приобрела первый опыт выступления на сцене и единственные в своей жизни уроки актёрского мастерства. Педагоги высоко ценили рано проявившийся талант девочки.
Полноценного общего образования Кэрин не получила: она несколько лет числилась среди отстающих, а затем была вынуждена бросить школу из-за сложностей с овладением чтением и письмом — дислексии.
В конце 1960-х годов Кэрин примкнула к движению хиппи. Она ушла из дома, чтобы жить в коммуне, где пристрастилась к марихуане, а позднее — и к более тяжёлым наркотикам. Она узнала, что беременна, когда ей было 14 лет. 

У меня не было менструации. Я никому не говорила. Я запаниковала. Я сидела в горячих ваннах. Я пила эти странные смеси, о которых мне рассказывали девушки — что-то вроде Johnny Walker Red с небольшим количеством Clorox, алкоголя, пищевой соды (которая, вероятно, спасла мой желудок) и какой-то крем. Ты всё смешиваешь это. Я сильно заболела. В тот момент я больше боялась объяснять кому-либо, что со мной не так, чем ходить в парк с вешалкой, что я и сделала— Вупи Голдберг
 Долгое время нигде не работала, существовала на пособие по безработице. Она не раз пыталась избавиться от наркотической зависимости, но всё было безуспешно, до её встречи в начале 1970-х с Элвином Мартином, активистом организации «Против наркотиков». Элвин убедил её в необходимости изменить свою жизнь, помог бросить наркотики. Вскоре они поженились, спустя год у Кэрин родилась дочь Александра.
Кэрин работала ночным сторожем, укладывала кирпичи, гримировала покойников в морге, пока, наконец, в 1974 году, через одно из театральных агентств ей удалось найти актёрскую вакансию в новом театре города Сан-Диего. Элвин отказался покидать Нью-Йорк, и им пришлось расстаться; вместе с дочерью Кэрин перебралась на западное побережье Америки.

## Карьера

### Театр

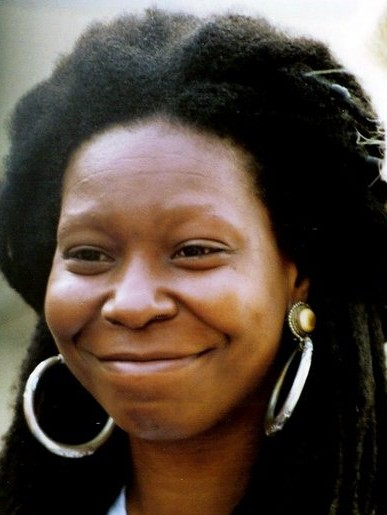
Голдберг на Каннском кинофестивале в 1992 году

Свою театральную карьеру она начала уже под псевдонимом Вупи Голдберг. В Сан-Диего она участвовала в создании городского театра «Репертори тиэтр», затем перешла в «Блэк стрит тиэтр» (Сан-Франциско). Играла и в нескольких любительских труппах.
Одной из первых её работ стала главная роль в пьесе «Мамаша Кураж». После того как в один из вечеров Вупи пришлось одновременно с исполнением главной роли подменять ещё и одного из заболевших актёров, у неё появилась идея моноспектакля, в котором она сама исполняла бы шесть ролей — от нищенки до миллионерши.
Этот проект, реализованный в 1983 году, получил название «Шоу привидений» и имел большой успех. С ним Вупи гастролировала не только по Америке, но также в Канаде и Европе. Спектакль был замечен режиссёром Майком Николсом, который в 1984 году помог Вупи организовать выступление на Бродвее. Здесь она получила приглашение в ряд постановок, в частности, принимала участие в мюзикле «Иисус Христос — суперзвезда».
В последующие годы работа в кино практически не оставила ей времени для театра, однако известно о нескольких её работах, в частности, она играет в мелодраме «Любовные письма» в дуэте с Т. Далтоном.

### Кино

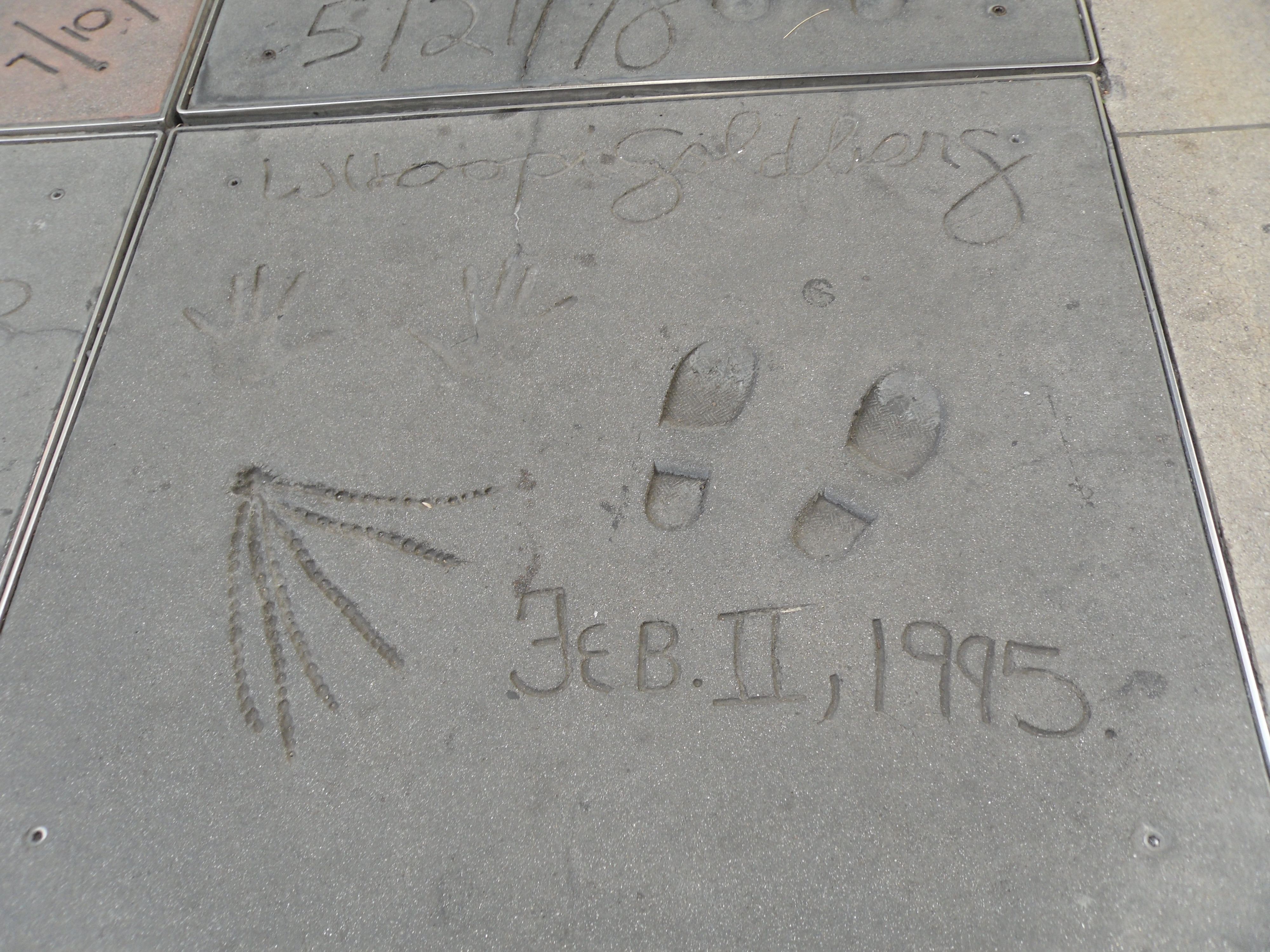
Отпечатки рук и ног Вупи Голдберг перед Китайским театром Граумана

В 1985 году, услышав о подготовке к экранизации эпического романа Элис Уокер «Цветы лиловые полей» (который называли афро-американским аналогом «Унесённых ветром»), Вупи отправила писательнице письмо с просьбой пригласить её сниматься в этом фильме. Элис Уокер, уже знакомая с театральными работами Вупи, обратилась к режиссёру Стивену Спилбергу с этим предложением, и актриса получила главную роль Селии Джонсон, чёрной американки, духовно эволюционирующей на протяжении повествования от забитой домохозяйки до самостоятельно мыслящей решительной женщины. Яркий кинодебют Вупи Голдберг был отмечен наградой «Золотой глобус» и номинацией на «Оскара».
Начав с глубоко драматической роли, Вупи Голдберг продолжила свою карьеру в кино преимущественно в развлекательных жанрах: комедии, криминальные комедии, детективы, сериалы, фантастика. Среди наиболее известных фильмов с её участием — «Джек-Попрыгун», «Воровка», «Роковая красотка», «Действуй, сестра», «Привидение», «Рыцарь Камелота» и т. п. За ней закрепилось амплуа обаятельного и эксцентричного персонажа, независимой женщины, плюющей на любые условности, чему в немалой степени способствовал культивируемый ею собственный повседневный образ.
Впрочем, широко известны и её драматические киноработы, например, в таких лентах как «Призраки Миссисипи», «Долгий путь домой», в фильме Андрея Кончаловского «Гомер и Эдди», получившем Гран-при на Международном кинофестивале в Сан-Себастьяне.
В 1991 году Вупи Голдберг получила награды «Оскар», «Золотой глобус» и BAFTA за роль второго плана — экстрасенса Оды Мэй Браун в фильме Джерри Цукера «Привидение». На Каннском кинофестивале 1992 года большой интерес вызвали фильмы «Серафина», где Вупи Голдберг играла главную роль, и «Игрок» Роберта Олтмена — жёсткая сатира на голливудские нравы.
Вупи Голдберг также принимала участие в озвучивании мультфильмов, читала дикторский текст в неигровом кино. Снялась в музыкальном клипе Майкла Джексона «Liberian Girl».

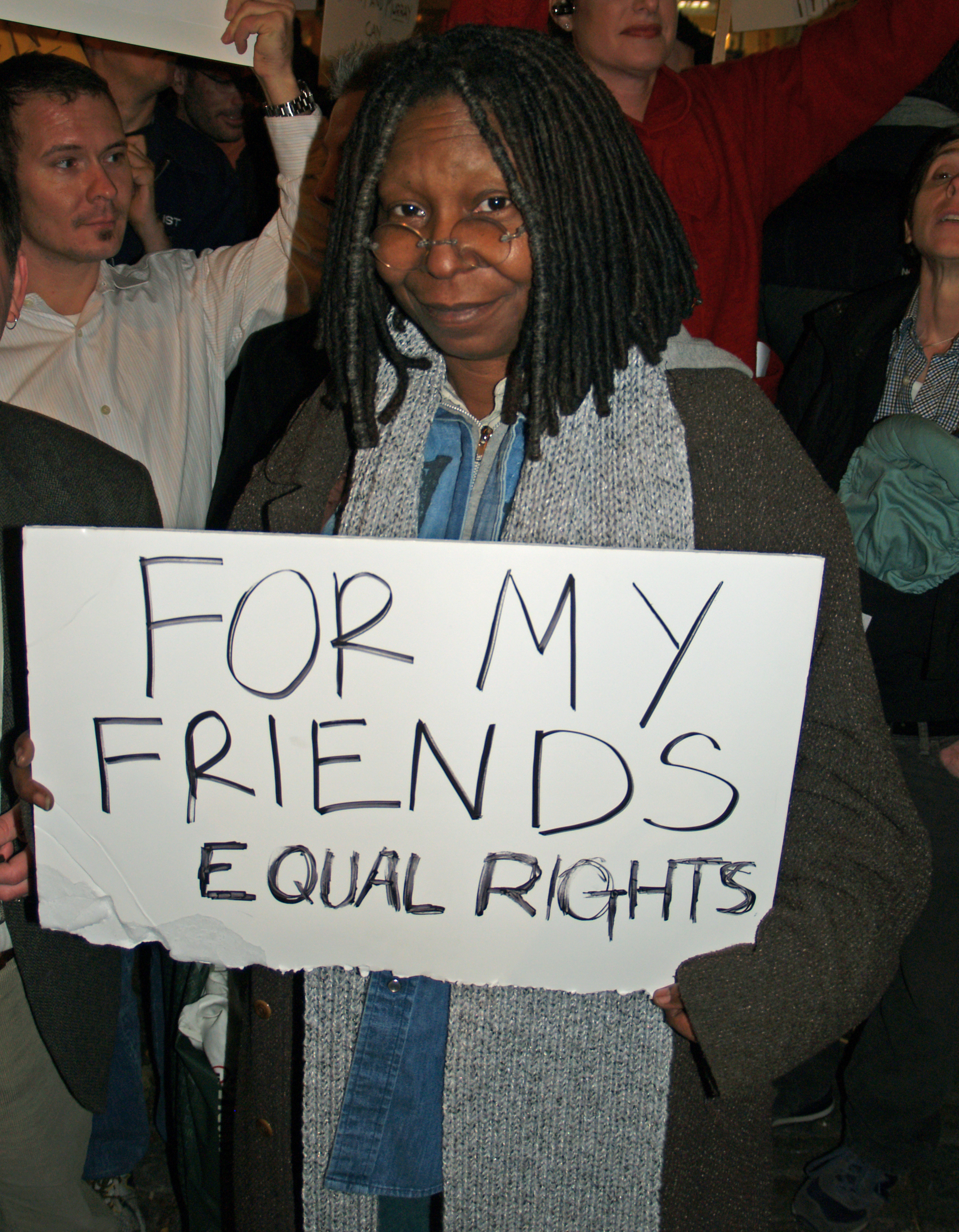
Вупи Голдберг на акции протеста против «Предложения 8» в Нью-Йорке (2008)

### Телевидение
Одновременно с работой в кино Вупи Голдберг завоёвывает и телевидение. Она несколько лет была постоянной участницей юмористического шоу «Комическая помощь», вела авторское ток-шоу.
Несколько сезонов снималась в фантастическом телесериале «Звёздный путь» как эль-аурианка Гайнан, в некоторых других сериалах появлялась в качестве приглашенного гостя (Детективное агентство «Лунный свет», 2-й сезон 18-я серия).
В 1994 году Вупи Голдберг дебютировала в качестве ведущей церемонии вручения премий «Оскар»; с тех пор она имеет грандиозный успех в качестве ведущей различных церемоний.
В данный момент[когда?] она является ведущей утреннего американского шоу The View на телеканале ABC

## Личная жизнь, взгляды и убеждения
Вупи Голдберг трижды была замужем: за Элвином Мартином, отцом её единственной дочери Александры (1973 г.), за фотографом Дэвидом Кассеном (1988—1990) и за бизнесменом Майклом Трахтенбергом (1994—1995). Также ей приписывают несколько фактических браков и романов, главным образом с голливудскими актёрами и другими кинодеятелями: Фрэнк Ланджелла, Тед Дэнсон, Тимоти Далтон, Эдди Голд.
Актриса впервые стала бабушкой в 34 года, когда её дочь Александра в 16-летнем возрасте родила девочку Амару. Также, кроме Амары, имеет ещё двоих внуков.
Голдберг не скрывает своих радикальных социальных взглядов, открыто критикует консервативные действия администрации США и Республиканской партии, выступая за равенство культур и религий, легализацию однополых браков. В 1998 году она издала книгу под названием «Книга», где в присущей ей эксцентричной манере высмеивает ханжество современного общества, скрывающееся под маской политкорректности.

### Детские книги
- Голдберг, Вупи (2006). Whoopi’s Big Book of Manners.
- Голдберг, Вупи (2008). Орден Феи Драже #1: Удивительная история одной феи. М: Карьера Пресс
- Голдберг, Вупи (2009). Орден Феи Драже #2: Трагедия с туфлями. М: Карьера Пресс
- Голдберг, Вупи (2010). Орден Феи Драже #3: Само совершенство. М: Карьера Пресс
- Голдберг, Вупи (October 2010). Sugar Plum Ballerinas #4: Terrible Terrel.
- Голдберг, Вупи (March 2011). Sugar Plum Ballerinas #5: CATastrophe.
- Голдберг, Вупи (October 2012). Sugar Plum Ballerinas: Dancing Divas.

### Нон-фикшн
- Голдберг, Вупи (1992). Alice.
- Голдберг, Вупи (1997). Book.
- Голдберг, Вупи (October 2010). Is It Just Me? Or Is It Nuts Out There?.
- Голдберг, Вупи (October 2015). Whoopi’s Big Book of Relationships: If Someone Says "You Complete Me, " RUN!.

## Награды и номинации
Вупи Голдберг получила множество наград и номинаций за свои работы в кино, на телевидении и на сцене. Снявшись в более чем 150 фильмах, Вупи Голдберг является одной из немногих звёзд, получивших четыре главных американских награды для профессиональных артистов: «Эмми», «Грэмми», «Оскар» и «Тони».
Вупи Голдберг получила две номинации на премию «Оскар», за фильмы «Цветы лиловые полей» и «Привидение», и выиграла её за роль фильме «Привидение». Она первая афроамериканка, получившая номинации на премию Оскар в категории «Лучшая актриса» и «Лучшая актриса второго плана». Она получила три номинации на «Золотой глобус», выиграв две (как лучшая актриса в 1986 году за роль в фильме «Цветы лиловые полей» и как лучшая актриса второго плана в 1991 году за роль в фильме «Привидение»). За фильм «Привидение» она также получила премию BAFTA как лучшая актриса второго плана в 1991 году. В феврале 2002 года Голдберг отправила свою статуэтку «Оскар» в Академию кинематографических искусств и наук для очистки и переписывания. В течение этого времени статуэтка была извлечена из транспортного контейнера, а затем доставлена транспортной компанией UPS.
Она выиграла премию «Грэмми» в 1985 году за лучшую комедийную запись «Вупи Голдберг: прямо с Бродвея», став на тот момент только второй сольной женщиной-исполнителем — не частью дуэта или команды, — которая получила награду, и первой афроамериканкой. Вупи Голдберг также одна из трех женщин, получивших эту награду. Она получила премию «Тони» в 2002 году как продюсер бродвейского мюзикла «Весьма современная Милли». Она получила восемь номинаций на дневную премию «Эмми» и выиграла две. Она также получила девять номинаций на прайм-тайм премию «Эмми». В 2009 году Вупи Голдберг получила Дневную премию Эмми за выдающегося ведущего ток-шоу за её работу в шоу The View. Она получила награду совместно со своими тогдашними соведущими Джой Бехар, Шерри Шепард, Элизабет Хасселбек и Барбарой Уолтерс.

### Оскар
| Год  | Категория                    | Название            | Результат | Ссылка |
| ---- | ---------------------------- | ------------------- | --------- | ------ |
| 1985 | Лучшая актриса               | Цветы лиловые полей | Номинация | [ 24 ] |
| 1990 | Лучшая актриса второго плана | Привидение          | Победа    | [ 24 ] |

### Грэмми
| Год  | Категория                | Название                                          | Результат | Ссылка |
| ---- | ------------------------ | ------------------------------------------------- | --------- | ------ |
| 1986 | Лучшая комедийная запись | Whoopi Goldberg: Original Broadway Show Recording | Победа    | [ 25 ] |
| 1989 | Лучшая комедийная запись | Fontaine: Why Am I Straight?                      | Номинация | [ 25 ] |

### Тони
| Год  | Категория                              | Название                         | Результат | Ссылка |
| ---- | -------------------------------------- | -------------------------------- | --------- | ------ |
| 2002 | Лучший мюзикл                          | Весьма современная Милли         | Победа    | [ 26 ] |
| 2005 | Лучшее специальное театральное событие | Whoopi the 20th Anniversary Show | Номинация | [ 27 ] |
| 2011 | Лучший мюзикл                          | Действуй, сестра                 | Номинация | [ 28 ] |

### Прайм-таймовая премия «Эмми»
| Год  | Категория                                               | Название                                 | Результат | Ссылка |
| ---- | ------------------------------------------------------- | ---------------------------------------- | --------- | ------ |
| 1986 | Лучшая приглашённая актриса в драматическом телесериале | Детективное агентство «Лунный свет»      | Номинация | [ 29 ] |
| 1991 | Лучшая приглашённая актриса в комедийном телесериале    | Другой мир                               | Номинация | [ 29 ] |
| 1994 | Лучшее выступление в варьете или музыкальной программе  | 66-я церемония премии «'Оскар»           | Номинация | [ 29 ] |
| 1996 | Лучшее выступление в варьете или музыкальной программе  | 68-я церемония премии «Оскар»            | Номинация | [ 29 ] |
| 1996 | Лучшее выступление в варьете или музыкальной программе  | Comic Relief VII                         | Номинация | [ 29 ] |
| 2005 | Лучшее выступление в варьете или музыкальной программе  | Вупи: Возвращение на Бродвей             | Номинация | [ 29 ] |
| 2009 | Выдающее специальное варьете (в прямом эфире)           | 62-я церемония премии «Тони»             | Номинация | [ 29 ] |
| 2014 | Выдающийся специальный документальный фильм             | Moms Mabley: I Got Somethin' to Tell You | Номинация | [ 29 ] |
| 2014 | Выдающийся рассказчик                                   | Moms Mabley: I Got Somethin' to Tell You | Номинация | [ 29 ] |

### Дневная премия «Эмми»
| Год  | Категория                                  | Название                                               | Результат | Ссылка |
| ---- | ------------------------------------------ | ------------------------------------------------------ | --------- | ------ |
| 1989 | Выдающийся исполнитель в детской программе | CBS Особенные школьные каникулы                        | Номинация | [ 24 ] |
| 1991 | Выдающийся исполнитель в детской программе | Команда спасателей Капитана Планеты                    | Номинация | [ 24 ] |
| 1991 | Выдающийся детская специальныйая программа | Tales from the Whoop: Hot Rod Brown Class Clown        | Номинация | [ 24 ] |
| 1999 | Выдающееся игровое шоу                     | Голливудские квадраты                                  | Номинация | [ 24 ] |
| 2000 | Выдающееся игровое шоу                     | Голливудские квадраты                                  | Номинация | [ 24 ] |
| 2001 | Выдающееся игровое шоу                     | Голливудские квадраты                                  | Номинация | [ 24 ] |
| 2002 | Выдающееся игровое шоу                     | Голливудские квадраты                                  | Номинация | [ 24 ] |
| 2002 | Выдающийся специальный учебный сериал      | Beyond Tara: The Extraordinary Life of Hattie McDaniel | Победа    | [ 24 ] |
| 2008 | Выдающийся ведущий ток-шоу                 | The View                                               | Номинация | [ 24 ] |
| 2009 | Выдающийся ведущий ток-шоу                 | The View                                               | Победа    | [ 24 ] |
| 2010 | Выдающийся ведущий ток-шоу                 | The View                                               | Номинация | [ 24 ] |
| 2011 | Выдающийся ведущий ток-шоу                 | The View                                               | Номинация | [ 24 ] |
| 2014 | Выдающийся ведущий ток-шоу                 | The View                                               | Номинация | [ 24 ] |
| 2016 | Выдающийся ведущий ток-шоу                 | The View                                               | Номинация | [ 24 ] |
| 2017 | Выдающийся ведущий ток-шоу                 | The View                                               | Номинация | [ 24 ] |
| 2018 | Выдающийся ведущий ток-шоу                 | The View                                               | Номинация | [ 24 ] |
| 2019 | Выдающийся ведущий ток-шоу                 | The View                                               | Номинация | [ 24 ] |

## Кинопремии

### Британская академия кино
| Год  | Категория                    | Название   | Результат | Ссылка |
| ---- | ---------------------------- | ---------- | --------- | ------ |
| 1990 | Лучшая актриса второго плана | Привидение | Победа    | [ 24 ] |

### «Золотой глобус»
| Год  | Категория                           | Название            | Результат | Ссылка |
| ---- | ----------------------------------- | ------------------- | --------- | ------ |
| 1985 | Лучшая актриса — драма              | Цветы лиловые полей | Победа    | [ 30 ] |
| 1990 | Лучшая актриса второго плана        | Привидение          | Победа    | [ 30 ] |
| 1992 | Лучшая актриса — комедия или мюзикл | Действуй, сестра    | Номинация | [ 30 ] |

### «Сатурн»
| Год  | Категория                    | Название                 | Результат |
| ---- | ---------------------------- | ------------------------ | --------- |
| 1991 | Лучшая актриса второго плана | Привидение               | Победа    |
| 1995 | Лучшая актриса второго плана | Звёздный путь: Поколения | Номинация |

## Театральные премии

### Драма Деск
| Год  | Категория                  | Название        | Результат | Ссылка |
| ---- | -------------------------- | --------------- | --------- | ------ |
| 1985 | Выдающееся соло исполнение | Whoopi Goldberg | Победа    | [ 31 ] |

### Театральный мир
| Год  | Категория       | Название        | Результат | Ссылка |
| ---- | --------------- | --------------- | --------- | ------ |
| 1985 | Театральный мир | Whoopi Goldberg | Победа    | [ 31 ] |